# Bowden-Firnfeld
Das Bowden-Firnfeld ist ein rund 48 Kilometer breites antarktisches Firnfeld, das südlich des Mount Miller zwischen der Queen Elizabeth Range und der Königin-Alexandra-Kette liegt. 
Es wurde 1958 durch die neuseeländische Gruppe der Commonwealth Trans-Antarctic Expedition (1955–1958) untersucht und nach Charles Moore Bowden (1886–1972) benannt, Vorsitzender des Ross Sea Committee zur Organisation der neuseeländischen Beteiligung an dieser Expedition. 

## Einzelnachweise

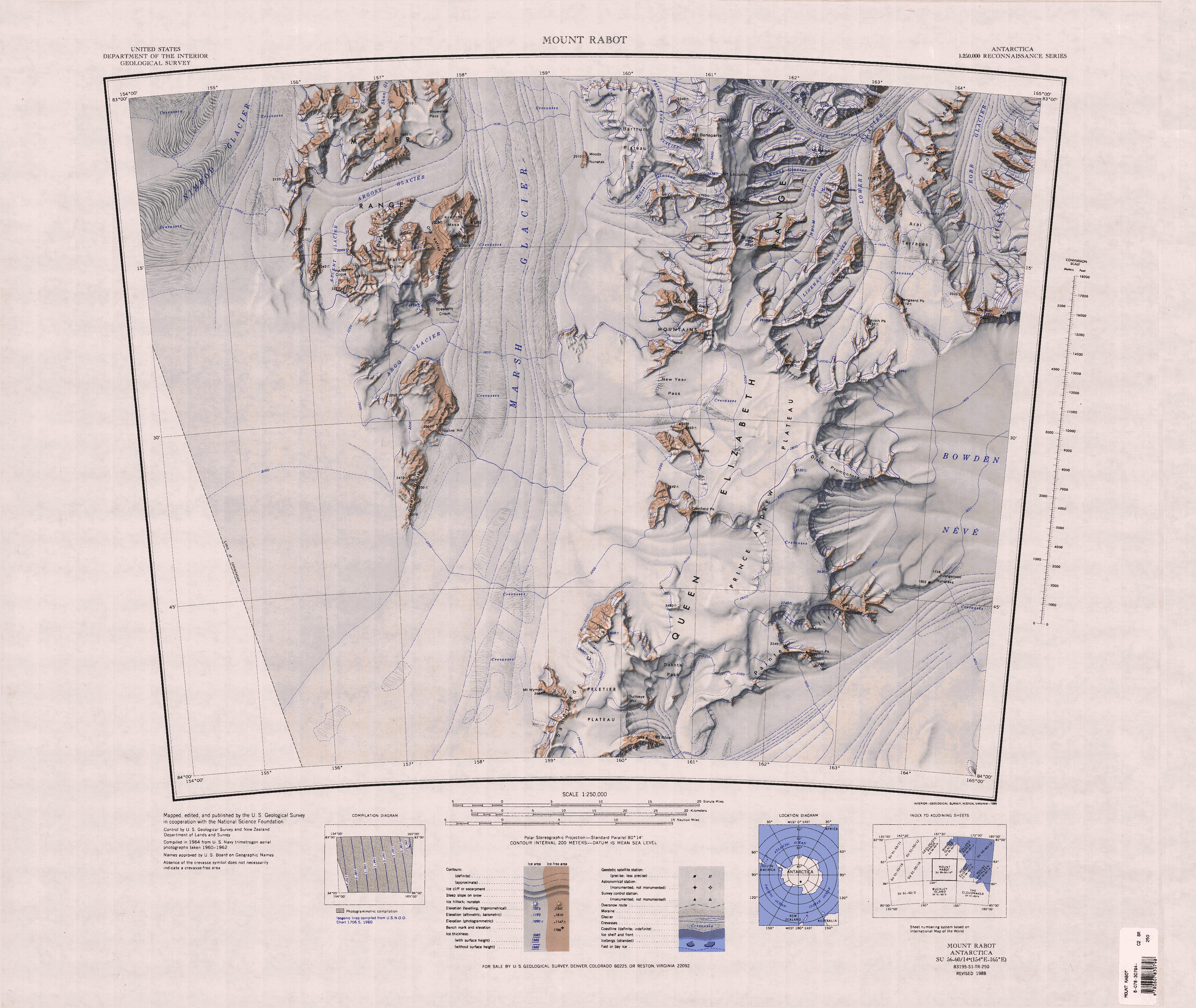
Westteil des BOWDEN NÉVÉ im Osten der Karte
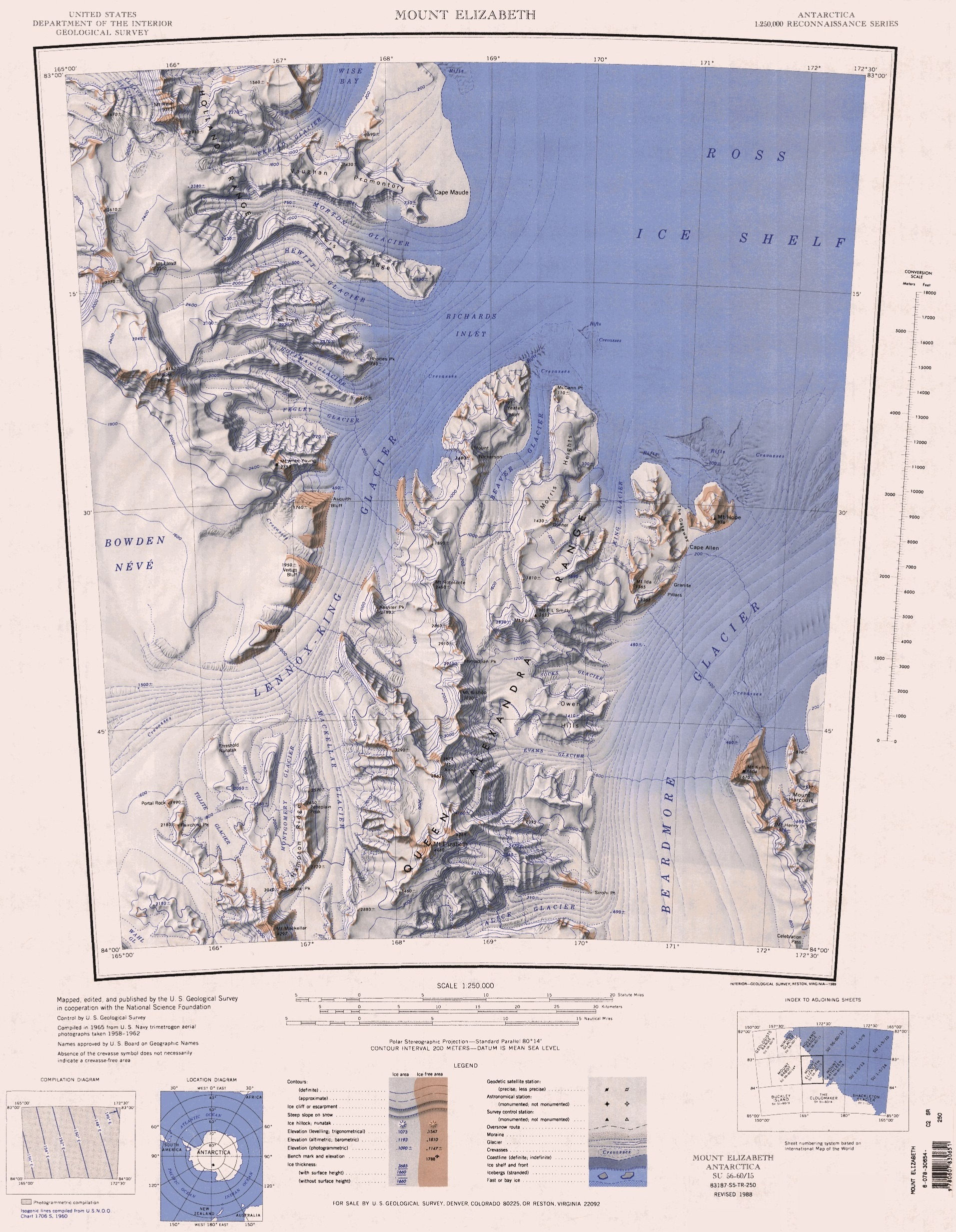
Ostteil des BOWDEN NÉVÉ im Westen der Karte